# Јован Скерлић
Јован Скерлић (Београд, 20. август 1877 — Београд, 15. мај 1914) био је српски књижевник и књижевни критичар.
Рођен је у Београду 20. августа (8. по јулијанском календару) 1877. године у грађанској породици од оца Милоша и мајке Персиде рођ. Мирковић (из Пеште), у породичној кући на углу Господар Јевремове и Добрачине улице, код Чукур-чесме на Дорћолу. Његов отац је био власник фирме и продавнице шешира, (мајстор шеширџијског заната) који је имао радњу и продавницу у Васиној улици код Кнез Михаилове улице. Јован Скерлић је имао две сестре, Јованку и Јелену, удату за Владимира Ћоровића.
Имао је супругу Клару и кћи Љиљану, које су касније живеле у Француској.
Његов животни мото гласио је: „Живети — значи радити!“. Живот му је био непрекидан, напоран рад. Он није знао за одмор, нити је марио за умор, „све докле његов преморени и у раду сагорели организам није клонуо пред чељустима смрти“. Преминуо је изненада у 36. години, 15. маја (2. маја по јулијанском календару) 1914.

## Образовање и просветни рад
Основну школу, гимназију и студије филозофије је завршио у Београду. На Великој школи је дипломирао из француског језика са књижевношћу и теорије књижевности, као ђак Богдана Поповића. Потом је отишао у Лозану, где је положио докторат из француске књижевности (L’Opinion publique en France d’après la poésie politique et sociale de 1830 à 1848).
Само је кратко време био гимназијски наставник у Београду. Одмах по положеном докторском испиту, постављен је за наставника Универзитета у Београду, прво за француски језик и књижевност, а затим за српску књижевност, коју је предавао све до смрти. У два маха је отпуштан из државне службе због својих политичких назора.
Изабран је за дописног члана Српске краљевске академије 3. фебруара 1910. године.

## Књижевни и национално-политички рад
И поред своје велике књижевне делатности, којом се прославио као најпопуларнији и најобилнији српски критичар, Скерлић је упоредо радио, исто тако неуморно и обилато, и на политичком и националном пољу. Још као ђак је пришао социјалистичком покрету и писао социјално-политичке чланке и студије у социјалистичкој штампи. Касније је приступио Самосталној радикалној странци, створеној од левог крила радикалне странке, и убрзо постао њен главни идеолог. Последње две године живота је био посланик у Народној скупштини, у којој се нарочито истакао својим борбеним говором против „банко-кратије“, тј. против банака које својим зеленашким каматама бездушно исцрпљују народ.
Много је важнији његов рад на националном пољу. Идејно, он је несумњиво био најсмелији и најистакнутији проповедник и протагониста југословенског народног и државног јединства. Од његових многобројних предавања у крајевима бивше Аустроугарске најзначајније је оно у Прагу, на десет дана пред смрт. Од чланака и огледа из националне идеологије, најбољи је оглед о Анти Старчевићу, проповеднику великохрватске идеје. Од осталих национално-културних акција, најзначајнија је она за увођење латинице у Срба (анкета у Српском књижевном гласнику). Лазар Томановић је о томе записао: ...а Скерлић је био готов да и ћирилицу батали.
Иако је умро млад, Скерлићев књижевни рад је веома обиман. Његово најпознатије и уједно најбоље дело је Писци и књиге (у девет свезака). Синтеза целокупног његовог књижевног рада је Историја нове српске књижевности, објављена прво у скраћеном облику, као средњошколски уџбеник, а потом у целини. Посебне су његове студије о књижевним епохама: Омладина и њена књижевност и Српска књижевност у 18. веку, велика студија о Јакову Игњатовићу; затим огледи: Поглед на данашњу француску књижевност, Уништење естетике и демократизација уметности, књижевно-политички оглед Светозар Марковић. Од 1905. године до смрти уређивао је Српски књижевни гласник, у почетку у друштву са Павлом Поповићем, а касније сам. Имао је дара једног романописца. Објавио је два наставка дела Београдске романсе, потписујући се са псеудонимом „Београђанин“.

## Критички осврт
Као ученик Богдана Поповића и француске школе, Скерлић је и сам био присталица позитивног и научног метода у историји књижевности и књижевној критици — метода који изучава пишчев темперамент, наследне особине, утицај средине и времена на уобличавање посебне врсте његовог талента, али уједно не заборавља ни вредност самога дела за себе, чисто уметничку вредност стила, композиције и јачине и квалитета осећања. У основним схватањима, његова критика проистиче из школе Богдана Поповића. Међутим, док је Богдан Поповић више полагао на артистичку, управо формалну вредност дела и укрштеним методама и средствима тражио освештана естетичка начела (догме), док је он, даље, поглавито тражио „уметност ради уметности“ и био мање-више аристократски равнодушан према социјалним, етичким и национално-политичким смеровима, Скерлић је, напротив, мање полагао на облик и изражајне вредности, а више на садржај и, као борбен дух, социјалан човек и национално-политички идеолог и духовни вођ једног поколења, био је више присталица утилитаристичке књижевности. Он је у књижевности поглавито тражио идеје, социјално-етичке, па чак и политичке смерове, „напредне“ идеје и „напредне“ смерове. То „напредно“ он је схватао на сасвим европски начин: у духу рационалистички настројене мисли. „Слободни мислилац“ и присталица историјског материјализма, поборник жилаве и срчане борбе за убеђења, он није марио за песимизам, мистику, романтичка и сентиментална расположења, декадансу и естетичку игру фантазије и речи.
Зато су у његовој историји књижевности рђаво прошли неки писци који су му били далеко својим темпераментом и својим социјалним и моралним схватањима, а сувише добро неки писци који су њему били драги због своје просветитељске и социјалне настројености. Тако схватајући књижевност, он се сав посветио домаћој литератури и у њој испитивао утицаје места, времена и расе, узајамност са европским идејама и друштвеним и културним приликама. Он је имао нарочито развијено историјско осећање да запази основне црте које карактеришу једну епоху или генерацију и да те црте разради, среди и представи. Исто тако, за оцену књига и писаца он је имао највише смисла за основне карактеристике у општим потезима и у томе се ретко преварио. Захваљујући тим особинама, он је могао не само да као књижевни критичар непрекидно и систематски прати развитак савремене предратне књижевности, већ и да изврши један огроман посао: да напише историју целокупне нове српске књижевности од почетка 18. века до Првог светског рата. Тако је он васкрсао читава раздобља наше прошлости — 18. век, омладински романтичарски покрет, доба Светозара Марковића, затим многе већ заборављене писце, као Доситеја Обрадовића, Александра Сандића,Јована Стерију Поповића, Јакова Игњатовића и друге. Доследан своме методу и радећи брзо и много, Скерлић је каткада пренебрегао да истакне многе уметничке танчине и да неке његове опште карактеристике о старијим писцима остану недовољно документоване.
Скерлић је нарочито освајао својим стилом, који се одликовао јасношћу, логичношћу и пластиком, али и ватреним заносом и крепкошћу. Његове студије о књигама су биле допадљивије и популарније од самих књига. Он је и о рђавим књигама писао сјајно. Његове оцене каткада личе на обрасце великих француских критичара, преливене у српски језик и примењене на српске писце и прилике. У своје доба, то је било чаробно као новина; један део великог Скерлићевог успеха лежи у томе.
Прву научну монографију о њему написала је 1937. године Вукосава Милојевић.

## Дела
Његова сабрана дела у четрнаест књига укључују:
- Писци и књиге 1
- Насловна страна књиге Јаков Игњатовић књижевна студија (1904) Јована СкерлићаПисци и књиге 2
- Писци и књиге 3
- Писци и књиге 4
- Писци и књиге 5
- Писци и књиге 6
- Фељтони скице и говори
- Историјски преглед српске штампе 1791—1911
- Јавно мнење у Француској према политичкој и социјалној поезији од 1830. до 1848.
- Српска књижевност у XVIII веку
- Омладина и њена књижевност (1848—1871) изучавања о националном и књижевном романтизму код Срба
- Светозар Марковић његов живот, рад и идеје
- Јаков Игњатовић књижевна студија
- Историја нове српске књижевности
- Јован Скерлић човек и дела бy др Мидхат Бегић